# 윤정식 (일진회)
윤정식(尹定植, ? ~ ?)은 대한제국 말기에 일진회 평의장을 역임했던 인물이다.

## 생애
1904년 친일단체 일진회가 결성되었을 때 평의원으로 참가했다. 이후 일진회의 도사찰장(1904), 총대위원(1905), 교섭위원(1905), 총무원(1906) 등의 직함을 맡았다.
1905년 헤이그 밀사 사건 발생을 기화로 일진회가 유세반을 편성해 밀사 파견을 비난하고 고종 퇴위를 요구했을 때는 진주, 무안, 강경포 지방을 돌며 유세를 벌였다. 이러한 공을 인정받아 1906년에는 대한제국의 중추원에 부찬의로 들어가기도 했다.
1906년 말에는 일진회 평의원장에 올라 핵심 간부가 되었으며, 일진회가 추진한 한일 병합 청원 운동에 주도적으로 참여했다. 1907년 의병운동 탄압을 위해 통감부의 후원으로 자위단원호회가 조직되자 제2부 위원장으로서 5명의 위원을 이끌고 한성부를 포함한 경기도와 강원도, 충청북도, 경상북도 지역에 파견되었다.
1910년 한일 병합 조약에 체결되고 일진회가 해체될 때 일본이 준 해산금 중 5백원을 수령했다. 이는 일진회 회장과 부회장이 받은 금액에 바로 다음가는 액수이다. 1934년 일본의 국수주의 극우단체인 흑룡회가 건립한 일한합방기념탑에도 한일 합방 공로자로 기록되었다.
한편, 한일 병합 9년 후인 1919년 3·1 운동이 발생하여 한국의 독립운동이 새 국면을 맞으면서, 민원식 등 일부 친일파 인물들은 조선인에 대한 자치권과 참정권 부여를 통한 완전 동화를 주장하여 독립을 원하는 여론을 호도하려 시도했다. 이와 관련하여 1920년 흑룡회의 우치다 료헤이가 수상 하라 다카시 등 일본 정계와 미리 의논한 뒤 내한하여 구 일진회 계열을 회유해 친일 괴뢰단체 조직을 세우려 했다. 이때 윤정식은 이용구의 아들인 이현규와 함께 우치다의 포섭 대상에 포함되어 친일단체 결성에 합의했다.

## 사후
- 2006년 친일반민족행위진상규명위원회가 조사 발표한 친일반민족행위 106인 명단과 2008년 발표된 민족문제연구소의 친일인명사전 수록예정자 명단 친일단체 부문에 선정되었다.

## 같이 보기
- 일진회
- 자위단원호회

## 참고자료
- 친일반민족행위진상규명위원회 (2006년 12월). 〈윤정식〉 (PDF). 《2006년도 조사보고서 II - 친일반민족행위결정이유서》. 서울. 721~728쪽쪽. 발간등록번호 11-1560010-0000002-10. 2007년 10월 8일에 원본 문서 (PDF)에서 보존된 문서. 2007년 8월 25일에 확인함.